# Stipa aristiglumis
Stipa aristiglumis är en gräsart som beskrevs av Ferdinand von Mueller. Stipa aristiglumis ingår i släktet fjädergrässläktet, och familjen gräs. Inga underarter finns listade i Catalogue of Life.